# Arrhenatherum
Arrhenatherum, és un gènere de plantes angiospermes de la família de les poàcies, originari d'Europa, l'oest d'Àsia, el nord-oest d'Àfrica i de les illes Açores i Canàries.
Són plantes perennes semblants a la civada que arriben a fer 150 cm d'alt. Les fulles no són piloses i desapareixen a l'hivern. Fa una inflorescència en panícula. Són plantes silvestres i també es conreen com a farratgeres (no es conreen actualment als Països Catalans).

## Taxonomia
Dins d'aquest gènere es reconeixen les següents espècie:
- Arrhenatherum album (Vahl) Clayton
- Arrhenatherum calderae A.Hansen
- Arrhenatherum elatius (L.) P.Beauv. ex J.Presl & C.Presl - fromental[2]
- Arrhenatherum kotschyi Boiss.
- Arrhenatherum longifolium (Thore) Dulac
- Arrhenatherum palaestinum Boiss.
- Arrhenatherum pallens (Link) Link

### Sinònims
Els següents noms científics són sinònims d'Arrhenatherum:
- Pseudarrhenatherum Rouy
- Thorea Rouy
- Thoreochloa Holub